# 広留野高原

秋の広留野高原から陣鉢山方面を望む

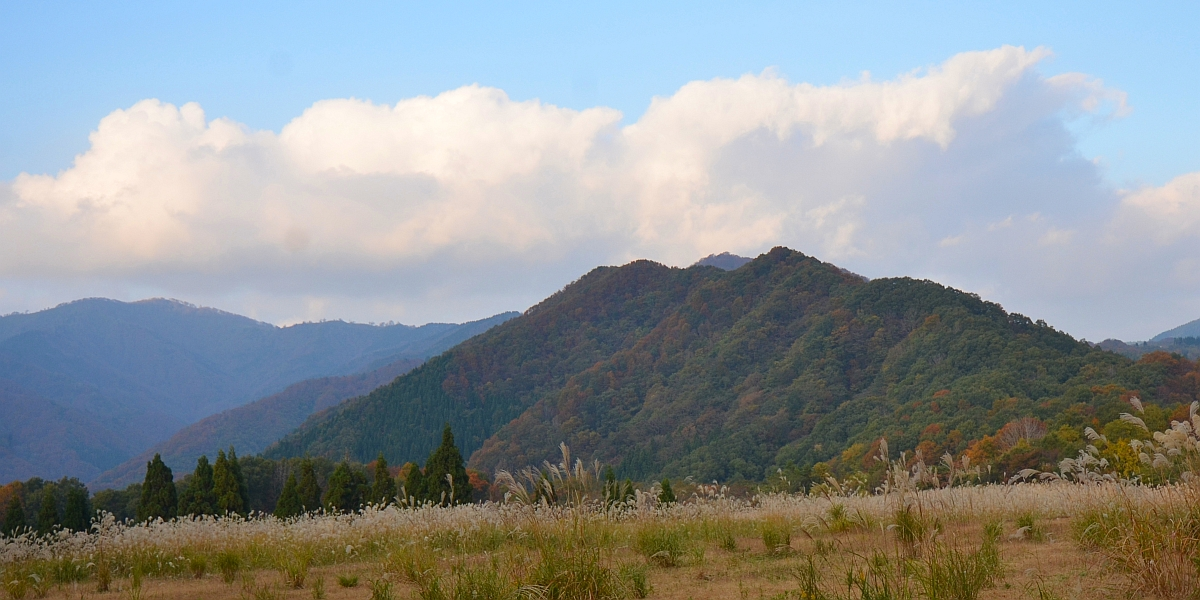
広留野高原のススキの草原

広留野高原（ひろどめのこうげん）は、鳥取県の扇ノ山南麓に広がる高原である。標高650mから900m付近に約200haの広さを有し、営農地や行楽地として利用されている。

## 地理
扇ノ山由来の安山岩の溶岩台地の上に、大山由来の火山灰が堆積して黒ボクの土壌が発達している。南東側は来見野川、北西側は細見川による激しい浸食が進んでおり、急峻な渓谷が形成されている。とりわけ南の来見野川にそっては標高差400mほどもある断崖になっており、「諸鹿川渓谷」あるいは「来見野渓谷」と呼ばれている。この渓谷には大鹿滝をはじめ、「諸鹿七滝」とよばれる様々な滝があり、朝日新聞社と森林文化協会による「日本の自然百選」（1983年）に選ばれている。広留野と渓谷の端部では細見川と来見野川に挟まれた標高差400mほどの陵部があり、南側では屏風岩と呼ばれる高低差100mほどの切り立った岩肌が聳えている。
屏風岩の真下の諸鹿地区とは水平距離では1-2kmあまりだが、広留野高原との標高差は400m以上あり、年間を通じて麓とは5度ほど気温が低い。広留野は12月から4月にかけて数メートルの積雪があるうえ、霜は5月末まで続き、10月下旬には初霜が降りる。また、細見川とは100から200m、来見野川とは300mほどの落差のある険しい崖に阻まれていて、麓の村落と往来可能な道路がなく、農業用水の確保も難しかった。このため近世から何度も農耕が試みられては失敗を繰り返してきた。

## 自然
樹木ではブナ、クリ、ミズナラなどが自生する。また、広くススキが広がっている。

## 観光・行楽・文化

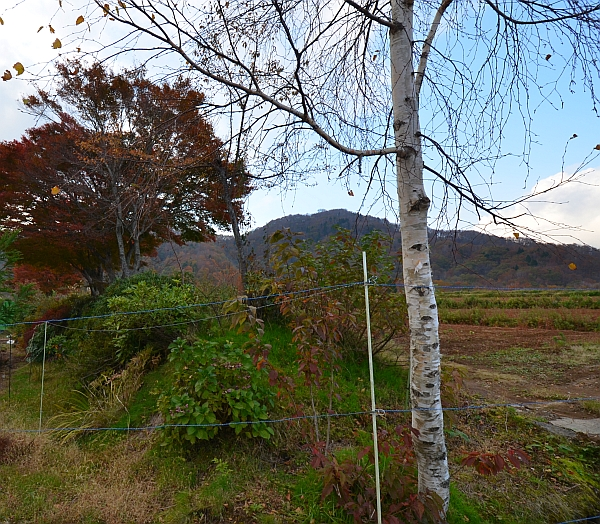
広留野高原の白樺

広留野高原一帯は氷ノ山後山那岐山国定公園に指定されている。広留野高原の辺縁部には急な渓流があり、諸鹿七滝と呼ばれるいくつもの滝がある。氷ノ山や扇ノ山方面とも林道で連絡されており、観光地になっている。特に秋のススキ野原と紅葉で知られている。
来見野渓谷（諸鹿川渓谷）の水中から採取される諸鹿石は硯石として珍重され、「諸鹿石硯」と呼ばれている。

## 開拓小史
広留野には戦国期の武将、安藤義光の墓地がある。安藤義光は私都川の中流にあった津黒城（市場城の支城）の城主で、豊臣秀吉の因幡攻めによって落城した。義光は広留野を通って但馬国へ脱しようとしたが、落ち武者狩りにあい、落命したと伝えられている 。
江戸時代の早い時期には木地師の定住があったとも考えられている。細見川沿いの妻鹿野（めがの）の村落と来見野川沿いの諸鹿の村落のあいだで、しばしば広留野をめぐる争いがあり、宝暦年間には両方の村の入会地と裁定されている。江戸後期には郡家の農家、安藤仁衛門が稲作を試みたが不首尾に終わった。
大正時代にも若桜の人物が国費を得て入植を試みたが、政争の混乱のために援助が途絶えて3年で撤退した。
昭和期の入植は太平洋戦争後の緊急開拓事業にもとづいて、1948（昭和23）年から始まった。2戸の開拓農家にはじまり、やがて2桁の世帯が入植して約60haを開墾してソバ、ダイズ、ジャガイモの栽培や稲作を試みた。しかし当時は麓と高原を結ぶ道は悪く、しばしば崩落したり、冬になると雪に閉ざされる有様で、高原への定住を断念して離農するものが増えた。1960（昭和35）年には入植者は5戸にまで減った。
1964（昭和39）年から、冷涼な気候を活かしてダイコンを端境期の夏に出荷する試みがはじまり、これが成功した。道路整備も行われて、麓に定住しながら広留野の耕作が行えるようになり、再び耕作者は二桁に復した。広留野の夏ダイコンは広留野大根の名で京阪神方面に出荷されている。近年の作付面積は14ha（2012（平成24）年）、出荷量は約700トンとなっている。